# سليمان بن أحمد السديري
الأمير سليمان بن أحمد بن محمد السديري ولد في محافظة الغاط عام 1928 أمير مدينة الخبر سابقًا، هو أحد أبناء الأمير أحمد بن محمد بن أحمد السديري والأميرة حصة بنت مزيد المزيد، وهو خال الملك فهد بن عبد العزيز آل سعود وأشقائه.

## زوجته
- الأميرة نورة بنت صالح العنقري. والدة عبد الله، غادة، سلطانة، تركي، ونوف.

## أبنائه وبناته
- الأمير عبد الله بن سليمان بن أحمد السديري.
- الأميرة غادة بنت سليمان بن أحمد السديري.
- الأميرة سلطانة بنت سليمان بن أحمد السديري.
- الأمير تركي بن سليمان بن أحمد السديري. متزوج من الأميرة مضاوي بنت عبدالله آل سعود وله من الأبناء نوف ، سليمان ، سلطان ، سلمان.
- الأميرة نوف بنت سليمان بن أحمد السديري.